# Vliegbasis Bevekom
De Vliegbasis Bevekom (Frans: Base aérienne de Beauvechain) is een nabij de taalgrens gelegen, Belgische militaire luchtmachtbasis in de Waals-Brabantse gemeente Bevekom. Sinds 1955 is de officiële naam Kwartier Basis Luitenant-Kolonel Vlieger Ch. Roman. De basis ligt op 104 meter hoogte in een zeer landelijke, agrarische omgeving op het Brabantse leemplateau. Nabijgelegen steden zijn Leuven (14 km), Tienen (12 km), Geldenaken (7 km) en Waver (12 km).

## Geschiedenis
De luchtmachtbasis van Bevekom ontstaat in 1936 onder de naam Le Culot Airfield.
Pas tijdens de Tweede Wereldoorlog wordt er een volwaardige luchtmachtbasis uitgebouwd onder leiding van de Duitse Luftwaffe. Na de terugtrekking van de Duitsers maakt het Amerikaanse 9th Air Force ervan gebruik als distributiebasis voor eerste behoeften, zoals voedsel en kleding.
In 1945 komt de basis uiteindelijk terug in Belgische handen. De geschiedenis van de eerste Jachtwing begint op 24 Okt 1946 wanneer er 24 Spitfires landen op de basis, getooid in de kleuren van het 349ste en 350ste smaldeel (Squadron – Sqn) van de Royal Air Force. In de jaren ‘50 is de Wing samengesteld uit zeven Sqn, die uitgerust zijn met de volgende vliegtuigen: Spitfire, Harvard, Oxford, Mosquito, Meteor, CF 100, Hunter, T-33, RF84F en F104G.
Een belangrijk element in de geschiedenis van de basis is haar naamsverandering in 1955 naar “Basis Luitenant-Kolonel Charles Roman”, ter nagedachtenis aan de korpscommandant die omkwam tijdens een trainingsvlucht.
In de jaren ’60 overleven enkel de 349 en 350 sqn de verscheidene herstructureringen. Echter blijft de basis een belangrijk onderdeel van het Belgische leger en bij uitbreiding de NAVO. In de periode van 1979 tot 1996 wordt vanuit Bevekom immers gevlogen met de gekende F-16, het "strijdros/speerpunt" van de Belgische Luchtmacht. Hierna verhuizen deze naar de luchtmachtbasissen van Kleine-Brogel en Florennes.
Na het vertrek van de F-16, wordt de basis een opleidingscentrum voor piloten van het Belgische leger. De nieuwe 1 Wing huisvest de Elementaire Vliegschool van Goetsenhoeven met diens Marchetti's en de 9e Trainingswing van Brustem met diens Alpha Jets en Fouga Magisters.
In september 2010, als gevolg van de sluiting van de basis van Bierset, landt de Wing Heli in Bevekom en verandert de missie van de 1 Wing aldus opnieuw. Immers, vanaf die dag, implementeert de 1 Wing de A-109 helikopters en vanaf 2 oktober 2013 ook de NH90 helikopters.
Anno 2023 wordt er gebruikgemaakt van de Italiaanse SIAI-Marchetti SF.260-trainingstoestellen door het Competentie Center Air (CC AIR) voor het opleiden van toekomstige Defensiepiloten. Tevens worden deze vliegtuigen gebruikt door het acrobatische demoteam de Belgian Air Force Red Devils. Deze toestellen zijn in gebruik sinds 1969 en verlaten in 2024 de dienst.
De 1 Wing maakt gebruik van de beschikbare Defensie helikopters, met name tien A109 en vier NH90 in de versie TTH (Tactical Transport Helicopter). Sinds 19 juni 2014 maakt de basis te Koksijde deel uit van de 1 Wing. Zij beschikken over vier NH90 helikopters in de versie NFH (NATO Frigate Helicopter).
Herhaaldelijk ontstonden in Belgische regerings- en luchtvaartkringen plannen om van de luchtmachtbasis een burgerluchthaven te maken, als uitbreiding van Brussels Airport. Dit stootte telkens op fel verzet van de plaatselijke bevolking. Meerdere malen werd ook gevreesd, door sommigen gehoopt, dat de basis definitief zou gesloten worden. Dit was de laatste maal het geval in 2014, toen de Belgische minister van defensie een verdere inkrimping van het personeel en het aantal kazernes aankondigde. De komst van het Control and Reporting Centre (CRC) met de bijbehorende nieuwbouw, aangekondigd in 2017, leek vanaf toen het voortbestaan van de basis te verzekeren. Eind juni 2025 stemde de Belgische ministerraad in met de bouw van nieuwe infrastructuur om  het vliegveld om te vormen tot de uitvalsbasis van de Special Forces en de gevechtshelikopters . De overheidsopdracht impliceerde  een ontwerp-, constructie- en onderhoudscontract naar aanleiding van de komst van 15 nieuwe Light Utility Helicopters (LUH) en de 5 Special Operations Forces Air Fixed Wing-vliegtuigen (SOF Air FW).  Het volledige proces - van aanbesteding tot oplevering - werd ingeschat op een periode van 3,5 jaar.

## De Luchtmachtbasis anno 2023
De basis bestrijkt een oppervlakte van 650 hectare en bestaat uit drie delen: het vliegveld, het kamp en het domein La Chise. Het vliegveld beschikt over twee geasfalteerde landingsbanen van ongeveer 3000m en 2450m. La Chise, de voormalige officiersmess, is gelegen net buiten de basis, en wordt gebruikt voor belangrijke vergaderingen en evenementen.
Zeven eenheden en twee zogenaamde detachementen zijn gelegen op de basis, hetgeen meer dan 1400 personen van alle rangen en taalregimes omvat.
De 1 Wing is de hoofdeenheid van de basis van Bevekom, ongeveer 800 personen maken er deel van uit. Ze voert missies uit, maar staat eveneens in voor de ondersteuning.
Het Competentie Center Air (CC Air) voorziet de basistraining voor alle toekomstige piloten van de luchtcomponent. Daarnaast is het ook verantwoordelijk voor specifieke vormingen van de meeste beroepen binnen de luchtcomponent met uitzondering van de vliegtuig- en helikoptertechnici.
Het Control and Reporting Centre (CRC) bewaakt dag en nacht de integriteit van het Belgisch-Luxemburgs luchtruim. Radaroperatoren en luchtgevechtsleiders staan 24/7 paraat om luchtbewegingen te detecteren, te identificeren en erop te reageren in geval van een incident. Naast de luchtverdedigingsmissie, ondersteunt de eenheid de strijd tegen het terrorisme in het kader van Homeland Defense en het trainingsprogramma van de gevechtspiloten.
De Meteo Wing is verantwoordelijk voor alle weersvoorspellingen. De waarnemingen en voorspellingen worden centraal beheerd en ter beschikking gesteld van alle militaire eenheden en verschillende burgerorganisaties.
Het Aviation Safety Directorate (ASD) is de adviseur voor de Belgische luchtcomponent in alle domeinen van luchtvaartveiligheid. Zij zorgt voor een verhoging van de operationele efficiëntie door de risico’s verbonden aan luchtoperaties te verminderen tot een aanvaardbaar niveau.
De Field Accommodation Unit (FAU) is verantwoordelijk voor het beheren en bouwen van de tijdelijke infrastructuren die nodig zijn voor de inzet van maximaal 1200 militairen, inclusief een mogelijke inzet van de Luchtcomponent op Deployable Operating Base Host Nation Support Low (DOB HNS Low) en het leveren van ondersteuning bij het creëren van een veldhospitaal.
Het Militair provinciecommando Waals-Brabant verzekert de directe verbinding tussen de Natie en de militaire eenheden op lokaal niveau.
De Koninklijke Muziekkapel van de Luchtmacht bestaat uit een symfonisch blaasorkest van streng geselecteerde professionele musici en is doorheen de geschiedenis dankzij een aantal illustere dirigenten uitgegroeid tot een team dat momenteel tot de absolute wereldtop behoort.
1 Peloton Med Air bestaat uit een tiental werknemers en maakt onderdeel uit van de Medische Component, specifiek 14 Bataljon Medisch (14 Bn Med). Ze voorziet de medische ondersteuning op de luchtmachtbasis van Bevekom in al haar facetten.
In april 2023 kondigde de Belgische minister van defensie aan dat Vliegbasis Bevekom tegen 2029 de thuisbasis wordt van een nieuw te vormen escadrille, uitgerust met vijf STOL-toestellen ten behoeve van de Special Forces in het kader van het STAR-plan.
Avia Airsports als afdeling van de Koninklijke Sportieve en Culturele kring van Defensie opereert vanaf Vliegbasis Bevekom op zaterdagen, zon- en feestdagen. De doelstellingen van Avia Airsports zijn het aanmoedigen en ontwikkelen van alle luchtactiviteiten zoals parapente, delta, swift en ULM, alsook het ondersteunen van Defensie in zijn aanwervingspolitiek en communicatie naar jongeren, door het organiseren van vlieginitiaties.

## First Wing Historical Center (1WHC)
Dit museum bevindt zich op de basis van Bevekom en is open elke 2e en 4e zondag van de maand (van 14u tot 18u). In het centrum kan u de geschiedenis van de basis ontdekken sinds 1935. Daarenboven worden er verscheidene gerenoveerde vliegtuigen, motoren en dienstvoertuigen tentoongesteld. De verwezenlijking en opbouw van het 1WHC is in grote mate te danken aan de V.Z.W. "The GOLDEN FALCON", die oudgedienden en sympathisanten van de basis samenbrengt. In 2021 werd een Lockheed C-130 Hercules van de 15de wing aan de collectie toegevoegd. Aan de plaatsing ging enig politiek getouwtrek vooraf, dat communautair geladen was.
Na de verhuizing van de Wing Heli naar Bevekom, vestigde de BDRW (Belgian Defense Rotary Wing) zich ook binnen het 1WHC. Dit bestrijkt de geschiedenis van het Licht Vliegwezen vanaf de oprichting tot heden.

## Trivia
- Op 5 februari 2018 landde een Antonov An-124 van Volga-Dnepr op Vliegbasis Bevekom om twee NH90 TTH-helikopters in te laden, bestemd voor Mali, in het kader van de VN-operatie MINUSMA.[30]
- Op Vliegbasis Bevekom werden in 1968 scènes opgenomen voor de Franse tv-serie Les Chevaliers du Ciel.[31][32] Op 2 september 1968 deed zich tijdens de filmopnames een dodelijke crash voor met een F-104G.[33][34]
- Historisch is er sprake van twee vliegvelden in de buurt van de dorpskern van Bevekom: Le Culot en Les Burettes. Van deze laatste zijn nog sporen te vinden nabij het oostelijk van de huidige basis gelegen Opvelp.[35] De plaatselijke afdeling van Natuurpunt ijvert voor een nieuwe functie van dit vergeten vliegveld.[36][37] Een artistieke replica van een Renard R-31 in de buurt van Honsem evoceert dit verleden.[38]
- De ruime bocht die de N91 maakt voor ze de N240 kruist, werd pas aangelegd na de komst van de Lockheed F-104 Starfighter op de basis, met als doel de startbaan te kunnen verlengen. Het oude tracé van de N91 (Chaussée de Namur) is nog gedeeltelijk aanwezig, samen met enkele woonhuizen.
- Op de weg van de Bevekomse dorpskern naar La Bruyère, aan de Avenue des Combattants, bevindt zich een spottersplaats.[39]
- Een kleine vijf kilometer noordelijk van de basis is het vliegveldje van de Brusselse modelvliegtuigclub Les Aiglons gelegen.[40] De clubleden dienen de controletoren van de militaire basis volgens een strikte procedure te contacteren bij elke aanvang van een activiteit.[41] Het vliegveldje bevindt zich te Hamme-Mille aan de zuidelijke rand van het Mollendaalbos.
- Op en in de nabijheid van de basis is het volgende luchtvaarterfgoed aan te treffen: de restanten van een parkeerplaats voor Duitse vliegtuigen te Nodebais[42], de Loretto-kapel op de basis zelf[43] , de Gosin-kapel langs de Chaussée de Namur[44], het monument Training en Jacht aan de hoofdingang[45], het monument 70 jaar Belgische Luchtmacht / luchtmachtbasis Beauvechain[46], en een F-16 als poortwachter.[47] Het 1WHC-museum huist in de gebouwen van de voormalige, historische boerderij Dewaersegger waarvan alleen de monumentale schuur authentiek bewaard is gebleven.[48]